# Piano Magic
Piano Magic fue un colectivo musical formado en el verano de 1996 por Glen Johnson, Dominic Chennell y Dick Rance en Londres, Inglaterra. Su sonido ha sido etiquetado como ambient pop, post-rock, indietrónica, dark wave, "arty baroque pop" y "pasajes sonoros radiofónicos ingleses". Mientras que sus últimos lanzamientos se realizaron a la manera de una banda tradicional, la intención original del colectivo era basar sus grabaciones en torno a un pequeño núcleo e incorporar a estas a quien quisiera contribuir. Glen Johnson fue el único miembro que permanecía del trío original tras la disolución del grupo en 2017.

## Historia

### Formación y primeros años: 1996-1998
Piano Magic fue formado en el verano de 1996 por Glen Johnson, Dominic Chennell y Dick Rance en Londres como un proyecto 'casero' con la intención de basar sus grabaciones en torno a su pequeño núcleo y a quien quisiera contribuir.
Originalmente reacios a actuar en vivo, terminaron por ceder a las presiones de su discográfica cuando su primer sencillo alcanzó el éxito gracias al programa de John Peel en BBC Radio 1 y fue galardonado como "sencillo de la semana" en la revista Melody Maker. Mientras reclutaban a Paul Tornbohm para tocar la batería en estos conciertos, se opusieron a tocar o sonar como en sus grabaciones.
Popular Mechanics apareció en el sello Ché Trading en 1997, un álbum debut que la prensa describió como "etéreos paisajes sonoros atmosféricos electro pop" o "simplemente deleitándose en... hacer ruidos tontos." En él aparecían las voces de Hazel Burfitt y Raechel Leigh. Con Rance habiendo dejado la banda, el disco incluyó dos sencillos anteriores con varias grabaciones nuevas de Johnson y Chennell.
Posteriormente el dúo reclutó por un corto período de tiempo a los estudiantes de música estadounidenses Alexander Perls, Jen Adam y Ezra Feinberg para completar la banda, habiendo abandonado Chennell también el grupo en el momento del lanzamiento del segundo álbum, Low Birth Weight, en 1998, un disco descrito como "soñador, trance y orgánicamente psicodélico". En él aparece la voz de Caroline Potter, quien cantaría en un álbum más.

### Periodo medio: 1999–2004
En 1999 del trío original ya solo quedaba Glen Johnson, dejándole la salida de Chennell libertad para dirigir a la banda de forma mucho más convencional. Una formación con Glen Johnson, Miguel Marín, John Cheves y Paul Tornbohm grabó el tercer álbum, Artists' Rifles, con John A. Rivers (productor de Dead Can Dance y Felt), y mostró su sonido basado en las guitarras, "una mezcla de guitarras y ritmos procesionales", en los festivales de música de Benicasim y BAM. En ese momento Piano Magic era más popular en el extranjero que en su tierra natal, y su actividad en años posteriores se basó fundamentalmente en giras europeas.
La banda, ya sin Cheves, firmó con 4AD Records en 2000 componiendo la banda sonora de la película Son de mar del director español Bigas Luna en 2001, descrita como "líneas de guitarra etéreas con delay... acompañadas por diversos sonidos ambientales."
Jerome Tcherneyan reemplazó posteriormente a Miguel Marín en la batería. En 2002 vio la luz el segundo y último álbum con 4AD, Writers Without Homes el cual recibió críticas bastante dispares. Su lista interminable de artistas invitados incluye a componentes de Cocteau Twins, The Czars, Tarwater, Life Without Buildings y Tram. También contó con la primera grabación vocal en treinta y tres años de la desaparecida heroína folk de los años 60 y 70 Vashti Bunyan.
Con la adición de Franck Alba y Alasdair Steer, The Troubled Sleep Of Piano Magic fue lanzado en 2003 en el sello Green Ufos, dando lugar a comparaciones con This Mortal Coil y Durutti Column.

### Período final: 2005-2016
Cédric Pin se unió a Piano Magic a tiempo para el álbum de 2005 Disaffected, caracterizado por su sonido melódico próximo al pop, con las contribuciones vocales invitadas de John Grant de The Czars y Angéle David-Guillou de Klima. Esto pareció confirmar el retorno a su estatus de "exiliados", al recibir una importante atención en el extranjero (incluyendo, por ejemplo, un artículo entero en el diario francés Libération) pero sin cobertura en ningún periódico de gran tirada o revista de música del Reino Unido.
El álbum Part Monster fue lanzado en 2007 siendo producido por Guy Fixsen de Laika.
En 2008 Piano Magic se trasladó a Make Mine Music, un colectivo autogestionado de artistas lanzando un nuevo EP, Dark Horses, el último con Cédric Pin.
En 2009 Piano Magic lanzó su décimo álbum oficial, Ovations, con contribuciones de Brendan Perry y Peter Ulrich de Dead Can Dance.
En junio de 2012 vio la luz el álbum Life Has Not Finished With Me Yet. Entre los invitados está Josh Hight de Irons, quien contribuye con su voz en los temas The Animals, Judas y A Secret Never Told.
El último álbum de Piano Magic, Closure, fue lanzado formalmente por Second Language Music el 20 de enero de 2017 en todo el mundo en CD, vinilo de 180 g y en descarga digital. El álbum cuenta con apariciones de Peter Milton Walsh de The Apartments, Audrey Riley (chelista de The Go-Betweens, Nick Cave, Virginia Astley y muchos otros), Josh Hight (Irons) y Oliver Cherer (Dollboy).
El último concierto de la banda fue en The Lexington, Islington, Londres, en diciembre de 2016, exactamente 20 años después del día de su primer concierto en The Wag Club, Soho, Londres. Su última formación fue la siguiente: Franck Alba (guitarra), Glen Johnson (guitarra, voz), Alasdair Steer (bajo), Paul Tornbohm (teclados) y Jerome Tcherneyan (batería).

### Proyectos relacionados
Glen Johnson lanzó un álbum en solitario, Details Not Recorded, bajo su propio nombre en marzo de 2009 en el sello Make Mine Music. En 2014, lanzó el EP en formato CDr, Same Sex (en el subsello Postcard Series de la discográfica Hibernate) y tuvo una presencia destacada en el álbum homónimo de Silver Servants a cargo del colectivo de artistas del sello Second Language Music. En 2015, Johnson colaboró en un álbum (My Heart Has Run Out Of Breath) y actuaciones audiovisuales en directo con la artista macedonia con sede en Londres, Kristina Pulejkova.
Cédric Pin y Glen Johnson han grabado juntos como Future Conditional. En 2018, lanzaron el álbum colaborativo The Burning Skull (en Second Language Music). Glen Johnson también ha grabado bajo el nombre Textile Ranch.
Angèle David-Guillou ha grabado dos álbumes bajo el nombre de Klima ('Klima'- Peacefrog, 2007 y 'Serenades and Serinettes'- Second Language 2010). Ha lanzado dos álbumes bajo su propio nombre en el sello Village Green: 'Kourouma' (2013) y 'En Mouvement' (2017).
Dominic Chennell ha grabado como 'Dominic de Nebo' y con el grupo 'Carphology Collective'.
Miguel Marín ha lanzado cuatro discos desde 2002 con su proyecto musical "Árbol", así como otro con Vicent Fibla. Desde 2015 también está al frente de la banda Montgomery.

## Discografía

### Álbumes
- Popular Mechanics, (i/Che, 1997)
- A Trick of the Sea, (Darla, 1998)
- Low Birth Weight, (Rocket Girl, 1999)
- Artists' Rifles, (Rocket Girl, 2000)
- Son de Mar, (4AD, 2001)
- Writers Without Homes, (4AD, 2002)
- The Troubled Sleep of Piano Magic, (Green UFOs, 2003)
- Disaffected (Darla, 2005)
- Part Monster (Important, 2007)
- Ovations (Make Mine Music, 2009)
- Life Has Not Finished With Me Yet (Second Language, 2012)
- Closure (Second Language, 2017)

### Recopilatorios
- Seasonally Affective: A Piano Magic Retrospective 1996 - 2000 (Rocket Girl, 2001)
- Heart Machinery (A Piano Magic Retrocpective 2001 - 2008) (Second Language, 2013)

### Sencillos & EP
- "Wrong French", (i/Che, 1996)
- "Wintersport", (i/Che, 1997)
- "For Engineers", (Wurlitzer, 1997)
- "Music for Rolex", (Lissy's, 1998)
- "There's No Need for Us to Be Alone", (Rocket Girl, 1998)
- "Fun of the Century", (Piao!, 1998)
- "Mort Aux Vaches", (Staalplat, 1998)
- "Music for Annahbird", (Piao!, 1998)
- "Amongst the Books, an Angel", (Acetone, 1999)
- "Panic Amigo", (Morr Music, 2000)
- "I Came to Your Party Dressed as a Shadow", (Acuarela, 2001)
- "Speed the Road, Rush the Lights", (Green UFOs, 2003)
- "Saint Marie EP", (Green UFOs, 2003)
- "The Opencast Heart EP", (Important Records, 2005)
- "Never It Will Be the Same Again" [Limited Edition of 100 copies], (EN/OF, 2006)
- "Incurable EP", (Important Records, 2006)
- "Dark Horses EP", (Make Mine Music, 2008)
- "Chemical EP", (Second Language, 2012)

### Lanzamientos relacionados
- Bird Heart In Wool, Textile Ranch (Very Friendly, 2005)
- Klima, Klima (Peacefrog, 2007)
- We Don't Just Disappear, Future Conditional (LTM, 2008)
- Brave New Wales, Various Artists (Fourier Transform, 2008)
- Details Not Recorded, Glen Johnson (Make Mine Music, 2009)
- Tombola, Textile Ranch (Very Friendly, 2009)
- Serenades and Serinettes, Klima (Second Language Music, 2010)
- Kourouma, Angèle David-Guillou (Village Green, 2013)
- Same Sex, Glen Johnson (Hibernate, 2014)
- My Heart Has Run Out Of Breath, Glen Johnson/Kristina Pulejkova (Second Language Music, 2015)
- En Mouvement, Angèle David-Guillou (Village Green, 2017)
- The Burning Skull, Cédric Pin/Glen Johnson (Second Language Music, 2018)